# Кербер (спутник)
Кербер (Kerberos; ранее: S/2011 (134340) 1, по старой системе S/2011 P 1, неофициально P4) — четвёртый спутник Плутона. Открыт 28 июня 2011 года. Размер — около 12 км (самый маленький известный спутник Плутона после Стикса).

## Характеристики
Кербер состоит из двух массивных частей: одна шириной 8 км, другая — 5 км. Он мог образоваться после столкновения двух малых тел. Исследователи отмечают высокую отражающую способность поверхности спутника (геометрическое альбедо около 0,5-0,6). Предположительно, она покрыта относительно чистым водяным льдом.
При открытии размер Кербера оценили в 13—40 км, а позже по снимкам аппарата «Новые горизонты» было получено значение 12×4,5 км. В 2016 году была опубликована оценка размеров эллипсоида, аппроксимирующего фигуру спутника, в 19×10×9 км.

### Орбитальные характеристики

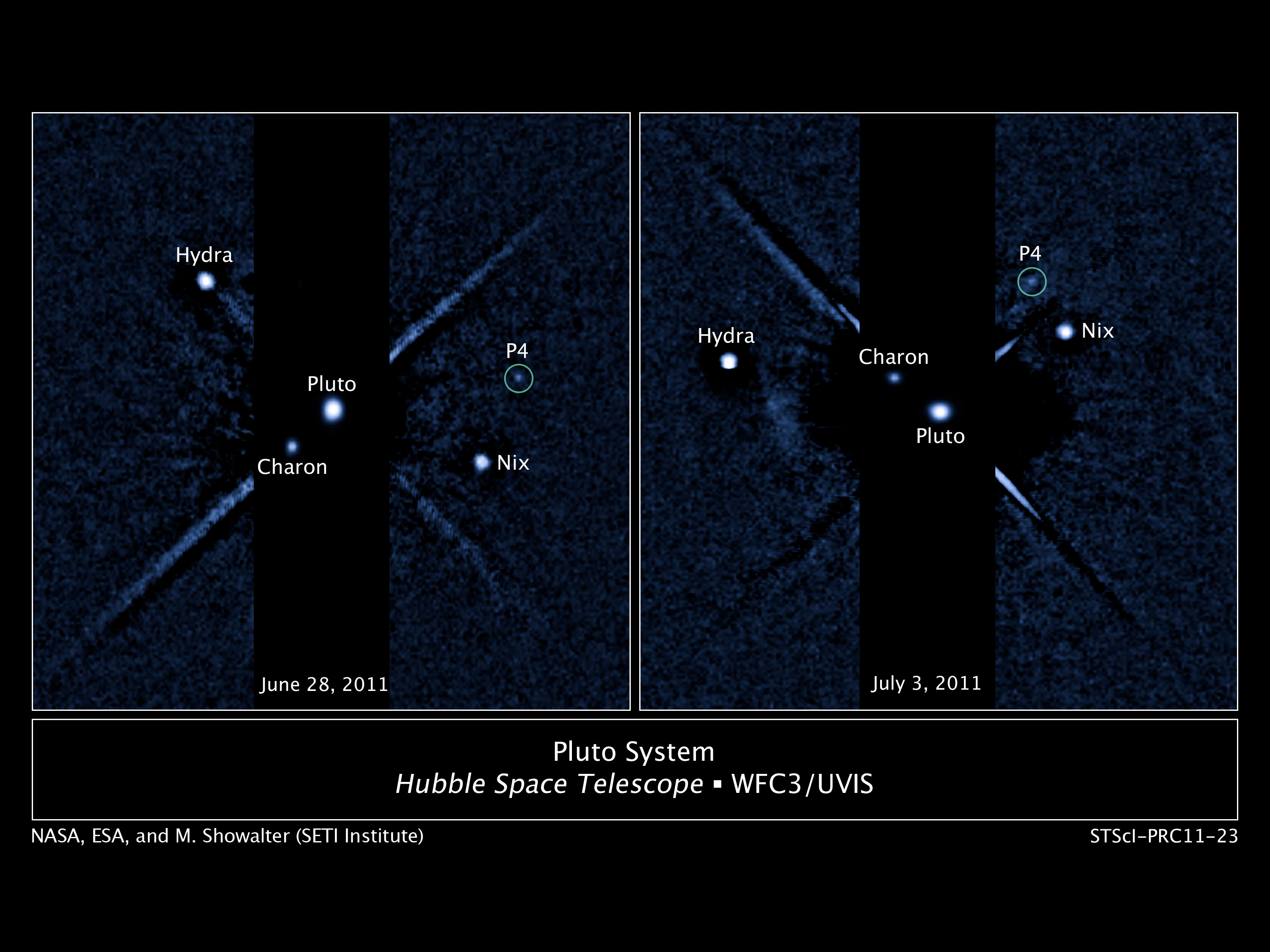
Система Плутона (снимки телескопа «Хаббл»). Кербер (P4) обведён кружком.

Орбита Кербера находится между орбитами двух других малых спутников Плутона — Никты и Гидры. Её большая полуось равна приблизительно 58 тысяч км. Центр орбиты Кербера, как и других спутников Плутона, лежит вне Плутона и примерно совпадает с центром масс системы Плутон—Харон. Период обращения спутника — 32,168 земных суток.

## Открытие
Спутник был обнаружен 28 июня 2011 года с помощью широкоугольной камеры 3 космического телескопа «Хаббл». Новые фотографии были получены 3 и 18 июля. Об открытии было объявлено 20 июля.
Объекту было дано временное обозначение P4. Он был обнаружен случайно во время поиска у Плутона колец.
Первые изображения Кербера и Стикса с использованием самой чувствительной камеры LORRI аппарата «Новые горизонты» были получены в период с 25 апреля по 1 мая 2015 года.

## Название
После открытия этот спутник получил временное обозначение S/2011 (134340) 1 в соответствии с системой классификации астрономических объектов. Марк Шоуолтер, возглавляющий группу учёных, открывших новый спутник, заявил, что в соответствии с правилами Международного астрономического союза спутнику будет присвоено имя из греческой мифологии, связанное с подземным царством мёртвых (продолжая ряд — Плутон (бог подземного царства), Харон (перевозчик душ через реку Стикс) и т. д.). В голосовании, которое было проведено на специально созданном сайте, победили варианты «Вулкан» и «Цербер». 2 июля 2013 года спутник получил официальное имя — Kerberos (Кербер): было решено дать спутнику название в исконно греческой транскрипции имени этого мифологического персонажа (Κέρβερος), чтобы не возникло путаницы с латинизированной формой, использованной ранее для наименования астероида (1865) Цербер (Cerberus).
Деталям поверхности Кербера Международный астрономический союз решил присваивать названия, связанные с именами собак из литературы, мифологии и истории.